# بقي بن مخلد
أبو عبد الرحمن بقي بن مخلد القرطبي  فقيه وإمام ومفسر أندلسي له تفسير للقرآن وكتاب في الحديث رتبه على أسماء الصحابة، وكتاب عن فتاوى الصحابة والتابعين.

## حياته
ولد بقي بن مخلد بن يزيد في رمضان 201 هـ، وسمع في الأندلس من عدد من علمائها منهم محمد بن عيسى الأعشى ويحيى بن يحيى الليثي، ثم رحل إلى المشرق وجال فيه فسار إلى الحجاز ومصر ودمشق وبغداد والكوفة والبصرة وإفريقية وحلوان وواسط، فسمع من نحو 284 رجلاً وروى عنهم منهم أحمد بن حنبل وابن أبي شيبة وسحنون.
أدخل بقي بن مخلد مصنف ابن أبي شيبة وكتاب الأم للشافعي وكتابي التاريخ والطبقات لخليفة بن خياط وكتاب «سيرة عمر بن عبد العزيز» لأحمد بن إبراهيم الدورقي إلى الأندلس. ولبقي بن مخلد تفسير قال ابن بشكوال عنه أنه لم يؤلف مثله في الإسلام، وكتاب في الحديث رتبه على أسماء الصحابة، ومصنف في «فتاوي الصحابة والتابعين ومن دونهم».
توفي بقي بن مخلد في 28 جمادى الآخرة 276 هـ.

## مكانته وصفته
لما دخل بقي بن مخلد الأندلس بمصنف ابن أبي شيبة، أنكره بعض أهل الرأي، فاستحضره الإمام محمد بن عبد الرحمن وإياهم، ثم تصفح الكتاب حتى آخره، ثم أمر خازن كتبه باستنساخه، وقال لبقي: «انشر علمك واروِ ما عندك، ونهاهم أن يتعرضوا له». كما عرض عليه الإمام المنذر بن محمد قضاء قرطبة فأبى.
قال الذهبي أنه: «ببقي بن مخلد، وبمحمد بن وضاح صارت الأندلس دار حديث»، كما قال عنه: «كان إمامًا مجتهدًا صالحًا، ربانيًا صادقًا مخلصًا، رأسًا في العلم والعمل، عديم المثل، منقطع القرين، يفتي بالأثر، ولا يقلد أحدًا.» كما قال ابن الفرضي أن بقي بن مخلد ملأ الأندلس حديثًا، كما ذكر الذهبي أن من مناقبه أنه كان من كبار المجاهدين في سبيل الله، يقال أنه شهد سبعين غزوة.